# Ånnarote
Ånnarote är ett naturreservat i Örebro kommun i Örebro län.
Området är naturskyddat sedan 2008 och är 30 hektar stort. Reservatet sträcker sig nordost från sjön Bocksbosjön och består av grova tallar, granar och små myrstråk. 